# Joanne Liu
Tiến sĩ Joanne Liu là chủ tịch của Hiệp hội bác sĩ không biên giới (Médecins Sans Frontières, MFS). Bà được bầu làm Chủ tịch trong Đại hội của MSF vào tháng 6 năm 2013

## Thời niên thiếu
Tiến sĩ Joanne Liu sinh ra ở thành phố Quebec, Canada, trong một gia đình nhập cư Trung Quốc. Thời niên thiếu, bà bị thu hút bởi cuốn sách "Et la Paix dans le monde docteur" (tạm dịch: Và hòa bình trên toàn thế giới, bác sĩ?). Cuốn sách nói về những trải nghiệm của một thầy thuốc khi làm việc với những Bác sĩ không biên giới trong cuộc chiến tranh Xô viết tại Afghanistan. Lúc đó, ước mơ của bà là được trở thành một trong những "bác sĩ không biên giới".

## Học vấn
Khi còn trên ghế giảng đường, bà đã từng tới Mali với tổ chức quốc tế Canadian Crossroads International.  Tiến sĩ Liu tốt nghiệp Đại học McGill khoa Y học và đã hoàn thành khóa đào tạo nhi khoa đặc biệt tại Trung tâm cấp cứu Bệnh viện Đại học Sainte-Justine.  Sau đó, bà tiếp tục hoàn thành khóa học chuyên khoa về cấp cứu nhi khoa tại Bệnh viện trung tâm Bellevue của Trường Đại học Y khoa New York. Bà có bằng Thạc sĩ quốc tế chuyên ngành Lãnh đạo Y tế tại đại học McGill.

## Sự nghiệp
Tiến sĩ Liu khởi đầu sự nghiệp của mình với Hiệp hội Bác sĩ không biên giới (còn được biết đến với tên gọi tiếng Pháp là Médecins Sans Frontières), năm 1996 khi bà chăm sóc những người tị nạn Malian ở Mauritanie. Kể từ lúc đó, bà đã tình nguyện hỗ trợ ở trận Động đất và sóng thần Ấn Độ Dương 2004, kiểm soát bệnh dịch tả ở Haiti, giúp đỡ người tị nạn Somali ở Kenya, và đã cung cấp hỗ trợ y tế ở nhiều cuộc xung đột trên thế giới, bao gồm Palestine, Cộng hòa Trung Phi và khu vực Darfur của Sudan.  Bà cũng đã giúp đỡ phát triển chương trình đầu tiên nhằm cung cấp dịch vụ hỗ trợ y tế toàn diện cho các nạn nhân của nạn bạo hành tình dục ở Cộng hòa Congo.
Kể từ năm 1999 tới năm 2002, Tiến sĩ Liu giữ chức vụ quản lý các chương trình của MSF ở văn phòng tại thành phố Paris, Pháp. Sau đó bà giữ chức vụ Chủ tịch hội đồng quản trị của MSF ở Canada trong 5 năm (2004-2009).  Bà đã hỗ trợ tạo ra và đồng quản lý dự án y học từ xa của tổ chức, giúp kết nối các bác sĩ của MSF trong 150 trang web từ xa với nền tảng là hơn 300 chuyên gia y tế trên toàn cầu. Bằng cách giao tiếp thông qua mạng lưới chuyên gia, các bác sĩ của MSF có thể nhận được chẩn đoán quan trọng và khuyến nghị điều trị cho các bệnh nhân của họ trong vòng vài giờ.
Ngoài các cam kết nhân đạo, Tiến sĩ Liu còn là bác sĩ Nhi khoa toàn thời gian ở Bệnh viện Ste-Justine ở Montreal và ở Phòng khám Y tế Du lịch của Bệnh viện Đại học Montréal. Bà đồng thời cũng là Phó Giáo sư tại Đại học Montréal.